# فريدريش باور
فريدريك لودفيج باور (بالألمانية: Friedrich Ludwig Bauer)‏ (ولد في 10 جوان ، 1924 في ريغنسبورغ - 26 مارس 2015) هو عالم حاسوب ألماني وأستاذ فخري في جامعة ميونخ التقنية.